# Аль-Каср
Аль-Каср (англ. al-Qasr, араб. القصر) — поселення в Сирії, що складає невеличку друзьку общину в нохії Шакка, яка входить до складу однойменної мінтаки Шахба в південній сирійській мухафазі Ас-Сувейда.